# Czerwonka (gromada w powiecie kutnowskim)
Czerwonka (od 1 VII 1968 Chodów) – dawna gromada, czyli najmniejsza jednostka podziału terytorialnego Polskiej Rzeczypospolitej Ludowej w latach 1954–1972.
Gromady, z gromadzkimi radami narodowymi (GRN) jako organami władzy najniższego stopnia na wsi, funkcjonowały od reformy reorganizującej administrację wiejską przeprowadzonej jesienią 1954 do momentu ich zniesienia z dniem 1 stycznia 1973, tym samym wypierając organizację gminną w latach 1954–1972.
Gromadę Czerwonka z siedzibą GRN w Czerwonce utworzono – jako jedną z 8759 gromad na obszarze Polski – w powiecie kutnowskim w woj. łódzkim, na mocy uchwały nr 30/54 WRN w Łodzi z dnia 4 października 1954. W skład jednostki weszły obszary dotychczasowych gromad Bowyczyny, Chrzanowo, Elizanów i Koserz oraz P.G.R. Chodów z dotychczasowej gromady Aleksandrów ze zniesionej gminy Czerwonka oraz obszar dotychczasowej gromady Pniewo (z wyłączeniem parcelacji Ostałów) ze zniesionej gminy Krośniewice w tymże powiecie. Dla gromady ustalono 18 członków gromadzkiej rady narodowej.
29 lutego 1956 do gromady Czerwonka przyłączono część wsi Wojciechowo położoną przy szosie Kutno-Krośniewice z gromady Zgórze w tymże powiecie.
31 grudnia 1959 do gromady Czerwonka przyłączono kolonie: Wojciechowo, Karolkowo, Ignacewo, Tarnowo i Tumidaj ze zniesionej gromady Zgórze.
1 lipca 1968 do gromady Czerwonka przyłączono obszar zniesionej gromady Rdutów w tymże powiecie (bez wsi i osady Rycerzew oraz bez wsi Piotrkówek, Nowa Wieś, Podgajew i Radzyń), po czym gromadę Czerwonka zniesiono przez przeniesienie siedziby GRN z Czerwonki do Chodowa i zmianę nazwy jednostki na gromada Chodów.